# Rubus hylonomus
Rubus hylonomus är en rosväxtart som beskrevs av Lefev., P. J. Müll.. Rubus hylonomus ingår i släktet rubusar, och familjen rosväxter. Inga underarter finns listade i Catalogue of Life.